# یان بنکس
یان بنکس (انگلیسی: Iain Banks؛ ۱۶ فوریه ۱۹۵۴ – ۹ ژوئن ۲۰۱۳) نویسنده اهل اسکاتلند بود. او کتاب‌های علمی-تخیلی خود را با نام یان ام. بنکس منتشر می‌کرد. او بعد از موفقیت کتاب کارخانه زنبور در سال ۱۹۸۴ بطور تمام‌وقت به نویسندگی روی آورد. در سال ۲۰۰۸ تایمز، نام وی را در فهرست "۵۰ نویسنده تاثیرگذار بریتانیا از ۱۹۴۵" قرار داد.
بنکس در آوریل سال ۲۰۱۳ اعلام کرد که به سرطانی غیرقابل جراحی دچار گشته و احتمالا کمتر از یک سال دیگر را زنده می‌ماند. او در نهم ژوئن ۲۰۱۳ در سن ۵۹ سالگی درگذشت.

## آثار

### علمی‌تخیلی
او سیزده رمان علمی-تخیلی نوشته که ۹ تای آنها مربوط به مجموعه کالچر است. 

#### مجموعه کالچر
- به فلباس بیندیش (۱۹۸۷)

## در ایران
کتاب کارخانه زنبور او در ایران توسط علی طباخیان به فارسی ترجمه شده است.